# Tubifex nerthus
Tubifex nerthus är en ringmaskart som beskrevs av Wilhelm Michaelsen 1908. Tubifex nerthus ingår i släktet Tubifex och familjen glattmaskar. Arten är reproducerande i Sverige. Inga underarter finns listade i Catalogue of Life.